# Lincoln (fodboldspiller)
 For alternative betydninger, se Lincoln. (Se også artikler, som begynder med Lincoln)
Lincoln (født Cassio de Souza Soares 22. januar 1979) er en brasiliansk tidligere fodboldspiller. Han spillede blandt andet for Atletico Mineiro i hjemlandet, tyske FC Kaiserslautern og Schalke 04 samt tyrkiske Galatasaray.